# Barabás Endre (vegyészmérnök)
Barabás Endre (Medgyes, 1940. december 28. –) vegyészmérnök, vegyészeti szakíró.

## Életútja
Középiskolai tanulmányait Zilahon kezdte, s a kolozsvári Brassai Sámuel Líceumban fejezte be. A bukaresti műegyetem ipari kémiai karán szerzett vegyészmérnöki diplomát; előbb Bukarestben (1962-72), majd a kolozsvári kémiai intézetnél volt kutatómérnök. Első angol nyelvű szakmunkáját 1962-ben a londoni Chemistry & Industry című szakfolyóirat, első magyar nyelvű tanulmányát 1964-ben a Korunk közölte. Orosz, francia és román nyelvű vegyészeti szakközleményei – különlenyomatban is – Bukarestben (1965), Brüsszelben (1966) és Temesvárt (1972) jelentek meg. 1969-70-ben az Ifjúmunkás Tudományos figyelő című tájékoztató sorozatát vezette. A kémiai kód (1975) c. munka román eredetijének társszerkesztője, a magyar változat fordítója. Önálló kötete: A számítógép (1978).